# Megamoera mikulitschae
Megamoera mikulitschae is een vlokreeftensoort uit de familie van de Melitidae. De wetenschappelijke naam van de soort is voor het eerst geldig gepubliceerd in 1985 door Gurjanova.